# Station Rosslare Strand
Station Rosslare Strand  is een treinstation in Rosslare in het  Ierse graafschap Wexford. Het ligt aan de lijn Dublin - Rosslare. Vanaf Rosslare Strand loopt tevens de lijn naar Limerick. Het deel tussen Rosslare en Waterford van deze lijn is in 2010 buiten gebruik gesteld.
Het station heeft een  beperkte dienstregeling. In de richting Dublin vertrekken op werkdagen dagelijks vier treinen. Daarnaast rijden er dagelijks vier treinen door naar Europort. Deze geven aansluiting op de veerboot naar Fishguard in Wales.